# Johan Ingevaldsson (Örnsparre)
Johan Ingevaldsson (Örnsparre), död 1309, bosatt i Bromsten, Spånga socken, var ett svenskt riksråd och lagman, son till Ingevald Torstensson (Örnsparre) och Sigrid.

## Biografi
Johan Ingevaldsson (Örnsparre) var son till riddaren Ingevald Torstensson (Örnsparre) och Sigrid. Han nämns första gången 1283 och var då riddare. Han blev mellan 1286–1295 lagman i Södermanlands lagsaga och var det åtminstone fram till 1304. Johan Ingevaldsson efterträddes som lagman av sin bror Filip Ingevaldsson (Örnsparre). Han var från 1298 till 1299 riksråd. Johan Ingevaldsson avled mellan 1304–1307.

### Egendom
Johan Ingevaldsson hade Bromsten i Spånga socken som sätesgård. Han ägde jord i Seminghundra härad i Uppland och troligen i Bälinge härad i Uppland.

### Familj
Johan Ingevaldsson var gift med Helga Haraldsdotter (vingad lilja), dotter till riddaren Harald Gudmundsson (vingad lilja). Han var andra gången 1291 gift med en dotter till riddaren Filip Finvidsson (Rumbyätten).
De fick tillsammans barnen en dotter som var gift med riddaren och riksrådet Karl Orestansson (Färla), Olof Jonsson och Margareta Jonsdotter som var gift med Johan Martinsson.